# Lubomír Dobrý
Emeritní profesor PhDr. Lubomír Dobrý, CSc. (23. srpna 1925 Brno – 20. března 2019 Praha), československý basketbalový trenér a pedagog. Od srpna roku 1953 až do konce února roku 2013, tedy téměř šedesát let působil na katedře sportovních her Institutu tělesné výchovy a sportu, který od roku 1965 nese název Fakulta tělesné výchovy a sportu Univerzity Karlovy.

Dne 22. ledna 2014 byl jmenován emeritním profesorem. Jmenovací dekret mu předal děkan fakulty a předseda fakultní Vědecké rady docent Vladimír Süss. Univerzita Karlova tak ocenila celoživotní přínos profesora Lubomíra Dobrého ve vědecké práci i ve prospěch fakulty. Ve své činnosti propojil akademickou, pedagogickou a trenérskou činnost.

## Trenérská činnost
V letech 1950 až 1957 byl trenérem Československé basketbalové reprezentace mužů na Mistrovství Evropy v basketbale mužů 1953 v Moskvě a žen na Mistrovství Evropy v basketbale žen 1950 v Budapešti, 1952 v Moskvě, 1956 v Praze, na Mistrovství světa v basketbalu žen 1957 v Rio de Janeiro, Brazílie. Byl asistentem trenéra Vladimíra Hegera na ME 1978 v Polsku a asistentem trenéra Pavla Petery na Mistrovství Evropy v basketbale mužů 1985 ve Stuttgartu a 1987 v Athénách. S basketbalovou reprezentací mužů získal stříbrnou medaili na ME 1985, byl čtvrtý na ME 1953 a osmý na ME 1987, s týmem žen získal celkem pět medailí, stříbrnou za druhé místo na ME 1952 v Moskvě a čtyři bronzové za třetí místa (MS 1957, ME 1950, 1956, 1978). Od roku 1961 byl předsedou trenérské rady sekce košíkové ÚV ČSTV.
V československé basketbalové lize žen byl v roce 1951 trenérem družstva žen Slavia Žabovřesky Brno, které získalo titul mistra Československa, další dvě sezóny 1952 a 1953 v československé basketbalové lize mužů byl trenérem Slavia Pedagog Brno se kterým získal dva tituly mistra Československa. Poté odešel do Prahy a po dobu 10 sezón v letech 1954 až 1964 byl trenérem družstva žen Slavia VŠ Praha (získal s ním bronzovou medaili v roce 1957). Dalších sedm sezón v letech 1972 až 1979 byl trenérem družstva žen Sparta Praha, s nímž získal šest titulů mistra Československa a jedno druhé místo
V FIBA Poháru evropských mistrů v basketbale žen v šesti ročnících poháru dovedl družstvo žen Sparty Praha jednou do čtvrtfinále (1979), dvakrát do semifinále (1973, 1977) a třikrát do finále, v letech 1975 a 1978 skončila druhá a v roce 1976 se Spartou Praha byl vítězem Poháru evropských mistrů

## Sportovní statistiky

### Kluby
- Československá basketbalová liga mužů
  - 1952–1953 Slavia Pedagog Brno, 2 sezóny, 2× mistr Československa
- Československá basketbalová liga žen, 18 sezón, 7 titulů mistra Československa, 1× 2. místo, 1× 3. místo
  - 1951 Slavia Žabovřesky Brno, mistr Československa (1951)
  - 1954–1964 Slavia VŠ Praha: 3. místo (1957), 2× 4. místo (1961, 1964), 3× 5. místo (1956, 1962, 1963), 3× 6. místo (1955, 1958, 1960), 7. místo (1959)
  - 1972–1979 Sparta Praha 1. liga ženy: 6× mistr Československa (1974 až 1979) a 1× vicemistr (1973)
- Ligy mužů a žen, celkem 20 sezón (2 sezóny muži, 18 sezón ženy), 9 titulů mistra Československa, 1× 2. místo, 1× 3. místo

### Pohár evropských mistrů v basketbale žen
- Sparta Praha - účast v 6 ročnících soutěže
  - vítěz FIBA Poháru evropských mistrů v basketbale žen 1976 po vítězství ve finále nad CUC Clermont Ferrand, Francie (55:58, 77:57)
  - 1975, 1978 - 2× 2. místo po porážce ve finále 1975 od Daugava Riga a 1978 od Geas Sesto San Giovanni (Itálie) 66:74
  - 2× v semifinále (4 nejlepší týmy Evropy, 1973, 1977), 3. místo ve čtvrtfinálové skupině (1979)

### Československá mužská basketbalová reprezentace
- Mistrovství Evropy v basketbale mužů, trenér: 1953 Moskva, Sovětský svaz (4. místo), asistent trenéra: 1985 Stuttgart (2. místo), 1987 Athény (8.), celkem 1 stříbrná medaile za 2. místo 1985

### Československá basketbalová reprezentace žen
- Mistrovství světa v basketbalu žen, trenér: 1957 Moskva (3. místo)
- Mistrovství Evropy v basketbale žen, trenér: 1950 Budapešť, Maďarsko (3.), 1952 Moskva, Sovětský svaz (2.), 1956 Praha (3.) a asistent trenéra: 1978 Poznaň, Polsko (3.)
- 1950–1957, 1978 celkem 4× trenér a 1× asistent trenéra reprezentace, celkem 5 medailových umístění: 1× 2. místo, 4× 3. místo

## Funkcionář a pedagog
- 1953–2013 Institut tělesné výchovy a sportu, od roku 1965 Fakulta tělesné výchovy a sportu Univerzity Karlovy, katedra sportovních her
- Od roku 1961 v sekci košíkové ÚV ČSTV předseda trenérské rady a v trenérsko-metodické komisi.
- 1994–2012 šéfredaktor časopisu Tělesná výchova a sport mládeže

## Knihy
- Svatopluk Mrázek, Emil Velenský, Lubomír Dobrý : Košíková, Praha : STN, 1955, 255s
- Lubomír Dobrý, Emil Velenský : Košíková mládeže, Praha : Sport. a turist. nakl., 1965
- Lubomír Dobrý, Emil Velenský : Košíková : historie a teorie basketbalu, 1. vyd. Praha : SPN, 1980. 303s.
- Lubomír Dobrý, Emil Velenský : Košíková : Teorie a didaktika, SPN, 1980, 303s
- Lubomír Dobrý, Emil Velenský : Teorie a didaktika košíkové, SPN Praha 1988, 376s.
- Svatopluk Mrázek, Lubomír Dobrý : Basketball, Berlin : Sportverlag, 1962, 246s